# Okno dialogowe
Okno dialogowe – okno służące do uzyskania od użytkownika danych potrzebnych programowi, przeważnie zamykane przyciskiem OK. Zazwyczaj nie jest ono głównym oknem aplikacji; wyjątkiem są tu tzw. aplikacje dialogowe, prezentujące ciąg okien dialogowych, takie jak programy instalacyjne lub kreatory.
Okno dialogowe może być modalne, czyli blokujące przetwarzanie zdarzeń przez inne okna danej aplikacji. Większość okien dialogowych jest modalna, choć niektóre aplikacje tworzą też niemodalne okna dialogowe, np. paski narzędzi. Istnieją również systemowe okna modalne − okna dialogowe blokujące przetwarzanie zdarzeń przez wszystkie pozostałe okna systemu operacyjnego, np. okno dialogowe pytające o zamknięcie systemu.